# Lidia Fidura
Lidia Fidura (* 1. Juli 1990 in Ruda Śląska) ist eine polnische Boxerin.

## Werdegang
Lidia Fidura wuchs in Ruda Śląska auf und besuchte dort das Gymnasium. Sie begann bereits mit acht Jahren mit verschiedenen Kampfsportarten. So betrieb sie Aikido, Taekwondo, Karate und Kickboxen. Zeitweise war sie in mehreren dieser Sportarten gleichzeitig aktiv und bei regionalen Jugendmeisterschaften auch sehr erfolgreich. Im September 2005 kam sie dann zum Boxen. Sie wurde dazu Mitglied des Boxclubs Walka Makoszowy Zabrze. Für das Boxen entdeckt wurde sie von Bogdan Jendrysik, der auch ihr Trainer wurde und sich dieses Amt zeitweise mit Ludwik Buczynski teilt. Lidia Fidura verfügt aufgrund ihrer Vielseitigkeit über ausgezeichnete physische Voraussetzungen für das Boxen und startet im Mittelgewicht und neuerdings im Halbschwergewicht.
2006 startete sie bereits bei der polnischen Juniorenmeisterschaft, konnte sich dort aber noch nicht durchsetzen. 2007 wurde sie aber schon polnische Juniormeisterin in der Gewichtsklasse bis 70 kg Körpergewicht und besiegte dabei u. a. Sylwia Kusiak und Paulina Polczynska. Diesen Titelgewinn wiederholte sie im Jahre 2008. Sie gewann dabei im Finale durch Abbruch in der 1. Runde über Natalija Hollinska. 2009 wurde Lidia Fidura erstmals polnische Meisterin bei den Seniorinnen mit einem Punktsiegen über Ewa Piatkowska und Justyna Sroczynska.
2009 erfolgten auch die ersten Starts von ihr bei den internationalen Meisterschaften. Im Juni 2009 trat sie bei der Meisterschaft der Europäischen Union in Pazardzhik/Bulgarien im Mittelgewicht an und siegte dort in ihrem ersten Kampf über die erfahrene Anita Ducza aus Ungarn nach Punkten (5:2), verlor aber im Finale gegen die Französin Erica Guerrier. Bei der Europameisterschaft 2009 in Mykolajiw/Ukraine kam sie zu einem Punktsieg über Sinead Kavanagh aus Irland, verlor aber dann im Viertelfinale in der Revanche gegen Anita Ducza nach Punkten und belegte deshalb „nur“ den 5. Platz.
Im Jahre 2010 kam sie beim Grand-Prix-Turnier in Ústí nad Labem u. a. zu einem Punktsieg über Marina Wolnowa aus Kasachstan, verlor aber im Endkampf gegen die mehrfache Weltmeisterin in der Gewichtsklasse bis 69 kg bzw. 70 kg Körpergewicht Irina Sinezkaja aus Russland nach Punkten (1:4). Im April 2010 startete sie beim Turnier um den Cup des türkischen Premierministers in Ankara. Sie besiegte dort die Weltklasseboxerinnen Alexandra de Hutten aus Frankreich und Lilija Durnejewa aus der Ukraine sowie die zweifache Weltmeisterin in der Gewichtsklasse bis 66 kg Körpergewicht Mary Spencer aus Kanada nach Punkten, wobei in diesem Kampf nach Meinung der Punktrichter keine der Boxerinnen auch nur einen einzigen zählbaren Treffer anbrachte. Der Gesamteindruck entschied dann zu Gunsten von Lidia Fidura. Im Finale unterlag sie gegen die zweifache Weltmeisterin im Schwergewicht, die in das Mittelgewicht abtrainierte, Mária Kovács aus Ungarn, nur äußerst knapp mit 2:3 Punkten. Im Juni 2010 gelang ihr beim Minoan-Cup in Heraklion/Griechenland im Halbschwergewicht der erste Sieg bei einem wichtigen internationalen Turnier. Im Finale besiegte sie dabei Anna Laurell aus Schweden, die mehrfache Weltmeisterin im Mittelgewicht.
Aufgrund dieser Ergebnisse galt sie bei der Weltmeisterschaft in Bridgetown/Barbados, bei der sie wieder im Halbschwergewicht startete, als Mitfavoritin. Sie konnte diese Erwartungen dort aber nicht ganz erfüllen, denn nach einem Punktsieg über Inna Schewtschenko aus der Ukraine unterlag sie dort im Viertelfinale überraschend gegen die Ungarin Timea Nagy nach Punkten (6:12) und kam deshalb nur auf den 5. Rang. Im November 2010 startete Lidia Fidura in Oxnard/USA bei der 1. Womens Intern. Dual-Series, bei der kein Turniersieger ermittelt wurde, und besiegte dort im Mittelgewicht mit Kalita Marsh zweimal (18:1 u. 3:0), Lisbeth Varga (11:10) und Alyssa Defazio (5:3) die Elite der US-amerikanischen Boxerinnen in dieser Gewichtsklasse.
Lidia Fidura gilt trotz ihres etwas enttäuschenden Abschneidens bei der Weltmeisterschaft 2010 als die größte polnische Nachwuchshoffnung bei den Boxerinnen.

## Internationale Erfolge
| Jahr | Platz | Wettbewerb                                                     | Gewichtsklasse | Ergebnis |
| 2009 | 9.    | Ahmet-Comert-Turnier in Istanbul                               | Mittel         | nach einer Punktniederlage im Achtelfinale gegen Yuldus Mamatkulowa, Kasachstan (2:6)                                                                                                   |
| 2009 | 2.    | EU-Meisterschaft in Pazardzhik/Bulgarien                       | Mittel         | nach einem Punktsieg über Anita Ducza, Ungarn (5:2) und einer Punktniederlage gegen Erica Guerrier, Frankreich (3:6)                                                                    |
| 2009 | 5.    | EM in Mykolajiw/Ukraine                                        | Mittel         | nach Punktsieg über Sinead Kavanagh, Irland (3:2) u. Punktniederlage gegen Anita Ducza (1:4)                                                                                            |
| 2010 | 2.    | Grand-Prix-Turnier in Ústí nad Labem                           | Mittel         | nach Punktsieg über Wu Haiou, China (3:0) u. Marina Wolnowa, Kasachstan (7:4) u. Punktniederlage gegen Irina Sinezkaja, Russland (1:4)                                                  |
| 2010 | 1.    | Feliks-Stamm-Memorial in Warschau                              | Mittel         | nach Punktsieg über Zuzana Tousova, Tschechien (3:0) |
| 2010 | 2.    | Turnier um den Pokal des türkischen Premierministers in Ankara | Mittel         | nach Punktsiegen über Alexandra de Hutten, Frankreich (3:0), Lilija Durnejewa, Ukraine (1:0) und Mary Spencer, Kanada (+0:0) und einer Punktniederlage gegen Mária Kovács, Ungarn (2:3) |
| 2010 | 1.    | Minoan-Cup in Heraklion/Griechenland                           | Halbschwer     | nach Punktsiegen über Anastasia Vavila, Griechenland (5:0) und Anna Laurell, Schweden (6:2)                                                                                             |
| 2010 | 5.    | WM in Bridgetown/Barbados                                      | Halbschwer     | nach einem Punktsieg über Inna Schewtschenko, Ukraine (9:6) u. einer Punktniederlage gegen Timea Nagy, Ungarn (6:12)                                                                    |

## Polnische Meisterschaften
| Jahr | Platz | Altersgruppe | Gewichtsklasse | Ergebnis                                                                   |
| 2007 | 1.    | Juniorinnen  | bis 70 kg KG   | nach Siegen u. a. über Sylwia Kusiak u. Paulina Polczynska                 |
| 2008 | 1.    | Juniorinnen  | bis 70 kg KG   | nach Abbruchsieg i.d. 1. Runde im Finale über Natalija Hollinska           |
| 2009 | 1.    | Seniorinnen  | Mittel         | nach Punktsiegen über Ewa Piatkowska (8:2) u. Justyna Sroczynska (6:5)     |
| 2010 | 1.    | Seniorinnen  | Mittel         | nach Punktsiegen über Catharine Cicha (12:11) u. Natalija Hollinska (27:1) |

## Erläuterungen
- WM = Weltmeisterschaft
- EU = Europäische Union
- KG = Körpergewicht
- Mittelgewicht, bis 75 kg, Halbschwergewicht, bis 81 kg KG